# سوريش بابو
سوريش بابو (بالإنجليزية: Suresh Babu) هو منافس ألعاب قوى هندي، ولد في 10 فبراير 1953 في كولام في الهند، وتوفي في 19 فبراير 2011 في رانشي في الهند.

## وصلات خارجية
- سوريش بابو على موقع أوليمبيديا (الإنجليزية)
- سوريش بابو على موقع اتحاد ألعاب الكومنولث (مؤرشف) (الإنجليزية)